# Guisado

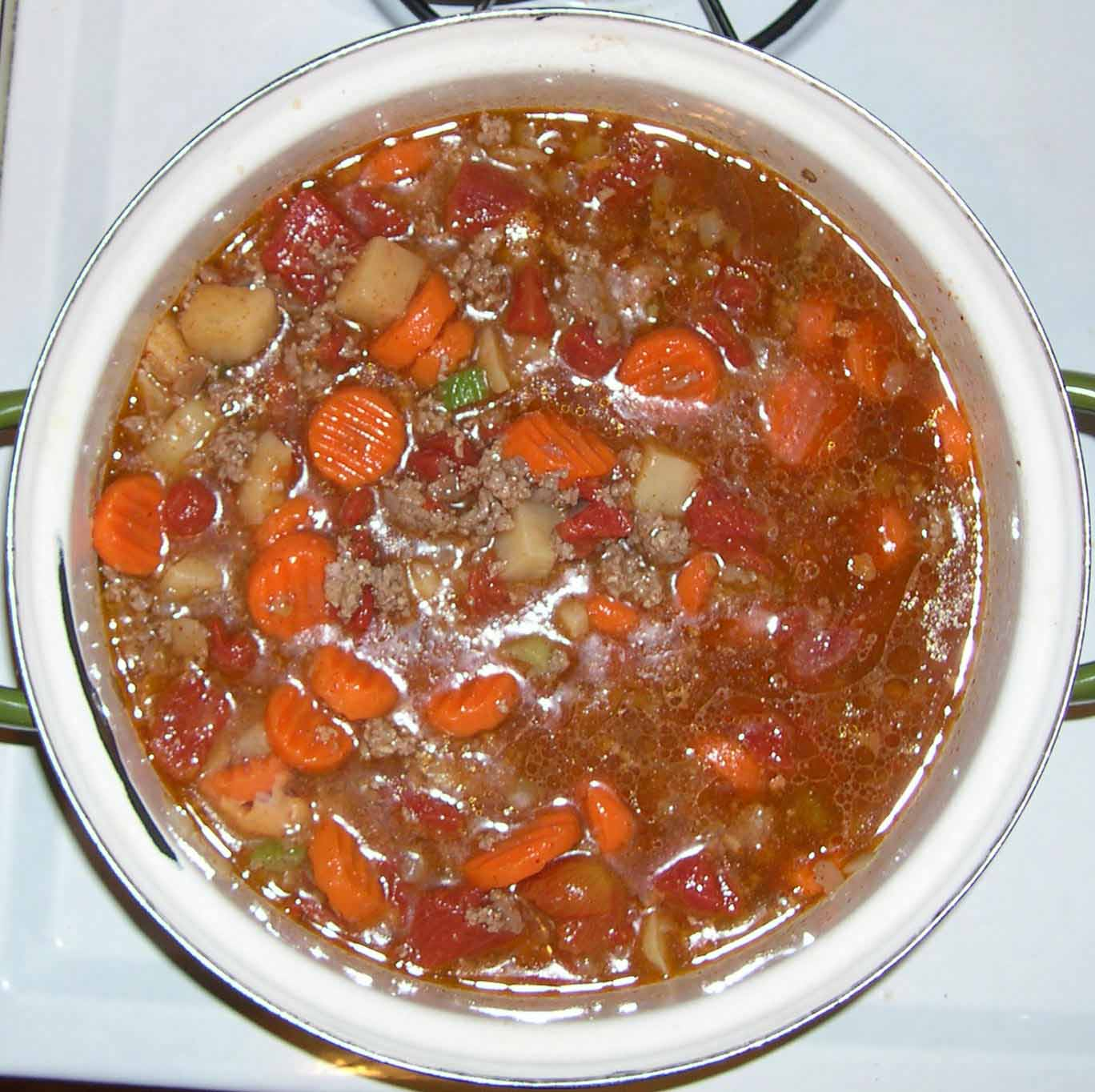
Guisado

Un guisado es el nombre que se da a algunos guisos; por ejemplo se denomina guisado a un plato que consiste en verduras y hortalizas (en particular patatas cortadas en cubos o triángulos, guisantes), trozos de carne de ganado, aves, mariscos o pescado cocinados en una olla en una salsa o sofrito muy picado. También se denomina guisado a un guiso que, tras haber sido rehogada la comida, se ha preparado con un añadido de salsa y que frecuentemente se mezcla con harina y cebollas.